# كاميي بولونسو
جان بارتيلمي كاميي بولونسو (29 أكتوبر 1813 - 21 سبتمبر 1859) كان مهندس أنظمة سكك حديدية فرنسية. ولد في شامبيري، فرنسا وتوفي في البلدة الفرنسية فيري شاتيلون. في عام 1839 اخترع بولونسو تروس، وهي طريقة لبناء الأسقف تعتبر «واحدة من أنجح تصاميم الأسقف في القرن التاسع عشر».
اسم بولونسو هو واحد من 72 اسمًا في برج إيفل.